# Raptors d'Ogden
Les Raptors d'Ogden (en anglais : Ogden Raptors) sont une équipe des ligues mineures de baseball dans la Pioneer League établie depuis 1994 à Ogden, dans l'Utah aux États-Unis. 
Les Raptors sont affiliés aux Dodgers de Los Angeles de la Ligue majeure de baseball, dont ils sont le club-école de niveau recrue depuis 2003. Non affiliés à un club du baseball majeur lors des deux premières saisons à Ogden en 1994 et 1995, les Raptors sont le club-école des Brewers de Milwaukee de 1996 à 2002.
Les matchs locaux des Raptors sont depuis la saison 1997 joués au Lindquist Field d'Ogden, un stade de baseball  pouvant accueillir 8 262 spectateurs. Le Serge B. Simmons Field est le terrain du club pour ses trois premières saisons à Ogden, de 1994 à 1996.